# Galanz
Guangdong Galanz Enterprises Co., Ltd. (kinesisk: 格兰仕; pinyin: Gélánshì) er en kinesisk producent af køkkenelektronik, som har hovedkvarter i Foshan, Guangdong. I 2019 producerede de ca. halvdelen af verdens mikroovne.
Galanz producerer også aircondition, vaskemaskiner, køleskabe og anden elektronik til køkkenet.
Liang Qingde etablerede virksomheden i 1978 og Galanz handlede oprindeligt med andefjer. I 1992 begyndte de at producere mikroovne.